# Principi d'energia mínima
El principi d'energia mínima és essencialment una reafirmació de la segona llei de la termodinàmica. Afirma que per a un sistema tancat, amb paràmetres externs i entropia constants, l'energia interna disminuirà i s'aproximarà a un valor mínim a l'equilibri. Paràmetres externs generalment significa el volum, però poden incloure altres paràmetres que s'especifiquen externament, com ara un camp magnètic constant.
En canvi, per a sistemes aïllats (i paràmetres externs fixos), la segona llei estableix que l'entropia augmentarà fins a un valor màxim a l'equilibri. Un sistema aïllat té una energia i una massa totals fixes. Un sistema tancat, en canvi, és un sistema que està connectat a un altre i no pot intercanviar matèria (és a dir, partícules), però pot transferir altres formes d'energia (per exemple, calor) cap a o des de l'altre sistema. Si, en lloc d'un sistema aïllat, tenim un sistema tancat, en el qual l'entropia en lloc de l'energia roman constant, aleshores de la primera i la segona llei de la termodinàmica es dedueix que l'energia d'aquest sistema baixarà a un valor mínim a l'equilibri, transferint la seva energia a l'altre sistema. Per repetir:
- El principi d'entropia màxima: per a un sistema tancat amb energia interna fixa (és a dir, un sistema aïllat), l'entropia es maximitza a l'equilibri.
- El principi de l'energia mínima: per a un sistema tancat amb entropia fixa, l'energia total es minimitza a l'equilibri.

## Explicació matemàtica
L'energia total del sistema és {\displaystyle U(S,X_{1},X_{2},\dots )} on S és entropia, i el {\displaystyle X_{i}} són els altres paràmetres extensos del sistema (per exemple, volum, nombre de partícules, etc.). L'entropia del sistema també es pot escriure en funció dels altres paràmetres extensos com {\displaystyle S(U,X_{1},X_{2},\dots )}. Suposem que X és un dels {\displaystyle X_{i}} que varia a mesura que un sistema s'acosta a l'equilibri, i que és l'únic paràmetre que varia. El principi de màxima entropia es pot enunciar com:
{\displaystyle \left({\frac {\partial S}{\partial X}}\right)_{U}=0} i {\displaystyle \left({\frac {\partial ^{2}S}{\partial X^{2}}}\right)_{U}<0} en equilibri.
La primera condició indica que l'entropia està en un extrem, i la segona condició indica que l'entropia és al màxim. Tingueu en compte que per a les derivades parcials, tots els paràmetres extensos s'assumeixen constants excepte les variables contingudes a la derivada parcial, però només es mostren U, S o X. De les propietats d'un diferencial exacte (vegeu l'equació 8 a l'article sobre el diferencial exacte) i de l'equació d'estat d'energia/entropia es dedueix que, per a un sistema tancat:
{\displaystyle \left({\frac {\partial U}{\partial X}}\right)_{S}=-\,{\frac {\left({\frac {\partial S}{\partial X}}\right)_{U}}{\left({\frac {\partial S}{\partial U}}\right)_{X}}}=-T\left({\frac {\partial S}{\partial X}}\right)_{U}=0}
Es veu que l'energia es troba en un extrem a l'equilibri. Amb un argument similar però una mica més llarg es pot demostrar que
{\displaystyle \left({\frac {\partial ^{2}U}{\partial X^{2}}}\right)_{S}=-T\left({\frac {\partial ^{2}S}{\partial X^{2}}}\right)_{U}}
que és més gran que zero, demostrant que l'energia és, de fet, mínima.

## Exemples
Considereu, per exemple, l'exemple familiar d'un marbre a la vora d'un bol. Si considerem que el marbre i el bol són un sistema aïllat, quan el marbre cau, l'energia potencial es convertirà en l'energia cinètica de moviment del marbre. Les forces de fricció convertiran aquesta energia cinètica en calor i, a l'equilibri, el marbre estarà en repòs a la part inferior del bol, i el marbre i el bol estaran a una temperatura lleugerament més alta. L'energia total del sistema de bol de marbre no canviarà. El que abans era l'energia potencial del marbre, ara residirà en l'augment de l'energia tèrmica del sistema de bol de marbre. Aquesta serà una aplicació del principi d'entropia màxima tal com s'estableix en el principi d'energia potencial mínima, ja que a causa dels efectes de l'escalfament, l'entropia ha augmentat fins al màxim valor possible donada l'energia fixa del sistema.
Si, en canvi, el marbre es baixa molt lentament fins al fons del bol, tan lentament que no es produeixin efectes d'escalfament (és a dir, de manera reversible), aleshores l'entropia del marbre i del bol es mantindrà constant i l'energia potencial del marbre es transferirà com a energia a l'entorn. L'entorn maximitzarà la seva entropia donada la seva energia recentment adquirida, que és equivalent a l'energia que s'ha transferit com a calor. Atès que l'energia potencial del sistema és ara al mínim sense augment de l'energia a causa de la calor del marbre o del bol, l'energia total del sistema és mínima. Aquesta és una aplicació del principi d'energia mínima.
Alternativament, suposem que tenim un cilindre que conté un gas ideal, amb àrea de secció transversal A i una alçada variable x. Suposem que s'ha col·locat un pes de massa m a sobre del cilindre. Pressiona la part superior del cilindre amb una força de mg on g és l'acceleració deguda a la gravetat.
Suposem que x és més petit que el seu valor d'equilibri. La força cap amunt del gas és més gran que la força cap avall del pes, i si es deixava moure lliurement, el gas del cilindre empenyaria el pes cap amunt ràpidament i hi hauria forces de fricció que convertirien l'energia en calor. Si especifiquem que un agent extern pressiona el pes de manera que permeti molt lentament (reversiblement) que el pes es mogui cap amunt fins a la seva posició d'equilibri, aleshores no es generarà calor i l'entropia del sistema es mantindrà constant mentre l'energia es transfereix com a treball a l'agent extern. L'energia total del sistema a qualsevol valor de x ve donada per l'energia interna del gas més l'energia potencial del pes:
{\displaystyle U=TS-PAx+\mu N+mgx\,}
on T és la temperatura, S és l'entropia, P és la pressió, μ és el potencial químic, N és el nombre de partícules del gas i el volum s'ha escrit com a V=Ax. Com que el sistema està tancat, el nombre de partícules N és constant i un petit canvi en l'energia del sistema estaria donat per:
{\displaystyle dU=T\,dS-PA\,dx+mg\,dx}
Com que l'entropia és constant, podem dir que dS = 0 en equilibri i pel principi d'energia mínima, podem dir que dU = 0 en equilibri, donant la condició d'equilibri:
{\displaystyle 0=-PA+mg\,}
que simplement afirma que la força de pressió de gas cap amunt ( PA ) a la cara superior del cilindre és igual a la força cap avall de la massa deguda a la gravitació (mg).

## Potencials termodinàmics
El principi d'energia mínima es pot generalitzar per aplicar-se a restriccions diferents de l'entropia fixa. Per a altres restriccions, es minimitzaran altres funcions d'estat amb dimensions d'energia. Aquestes funcions d'estat es coneixen com a potencials termodinàmics. Els potencials termodinàmics són, a primera vista, simples combinacions algebraiques dels termes d'energia en l'expressió de l'energia interna. Per a un sistema senzill i multicomponent, l'energia interna es pot escriure:
{\displaystyle U(S,V,\{N_{j}\})=TS-PV+\sum _{j}\mu _{j}N_{j}\,}
on els paràmetres intensius (T, P, μ j ) són funcions de les variables naturals de l'energia interna {\displaystyle (S,V,\{N_{j}\})} mitjançant les equacions d'estat. Com a exemple d'un altre potencial termodinàmic, l'energia lliure de Helmholtz s'escriu:
{\displaystyle A(T,V,\{N_{j}\})=U-TS\,}
on la temperatura ha substituït l'entropia com a variable natural. Per entendre el valor dels potencials termodinàmics, cal veure'ls amb una llum diferent. De fet, es poden veure com a transformades de Legendre (negatives) de l'energia interna, en les quals alguns dels paràmetres extensos són substituïts per la derivada de l'energia interna respecte a aquesta variable (és a dir, la conjugada a aquesta variable). Per exemple, l'energia lliure de Helmholtz es pot escriure:
{\displaystyle A(T,V,\{N_{j}\})={\underset {S}{\mathrm {min} }}(U(S,V,\{N_{j}\})-TS)\,}
i el mínim es produirà quan la variable T esdevé igual a la temperatura des que
{\displaystyle T=\left({\frac {\partial U}{\partial S}}\right)_{V,\{N_{j}\}}}